# Ahmet Ahmedani
 (mars 2024).
Si vous disposez d'ouvrages ou d'articles de référence ou si vous connaissez des sites web de qualité traitant du thème abordé ici, merci de compléter l'article en donnant les références utiles à sa vérifiabilité et en les liant à la section « Notes et références ».
Ahmet Ahmedani, né le 15 janvier 1949, est un footballeur international albanais. Il a joué un match pour l'équipe d'Albanie en 1976.